# 호쿠소 철도
호쿠소 철도(일본어: 北総鉄道, ほくそうてつどう)는 일본의 철도 회사 하나이다. 주로 지바현에 노선을 보유한다. 게이세이 전철의 자회사이다.
본사는 지바 현 가마가야시에 있다.

## 역사
- 1972년 5월 10일 - 설립
- 1979년 3월 9일 - 호쿠소 선 개통

## 철도 노선
- 호쿠소 선 (게이세이 다카사고 역 - 인바 니혼 의대 역, 32.3km)

## 차랑

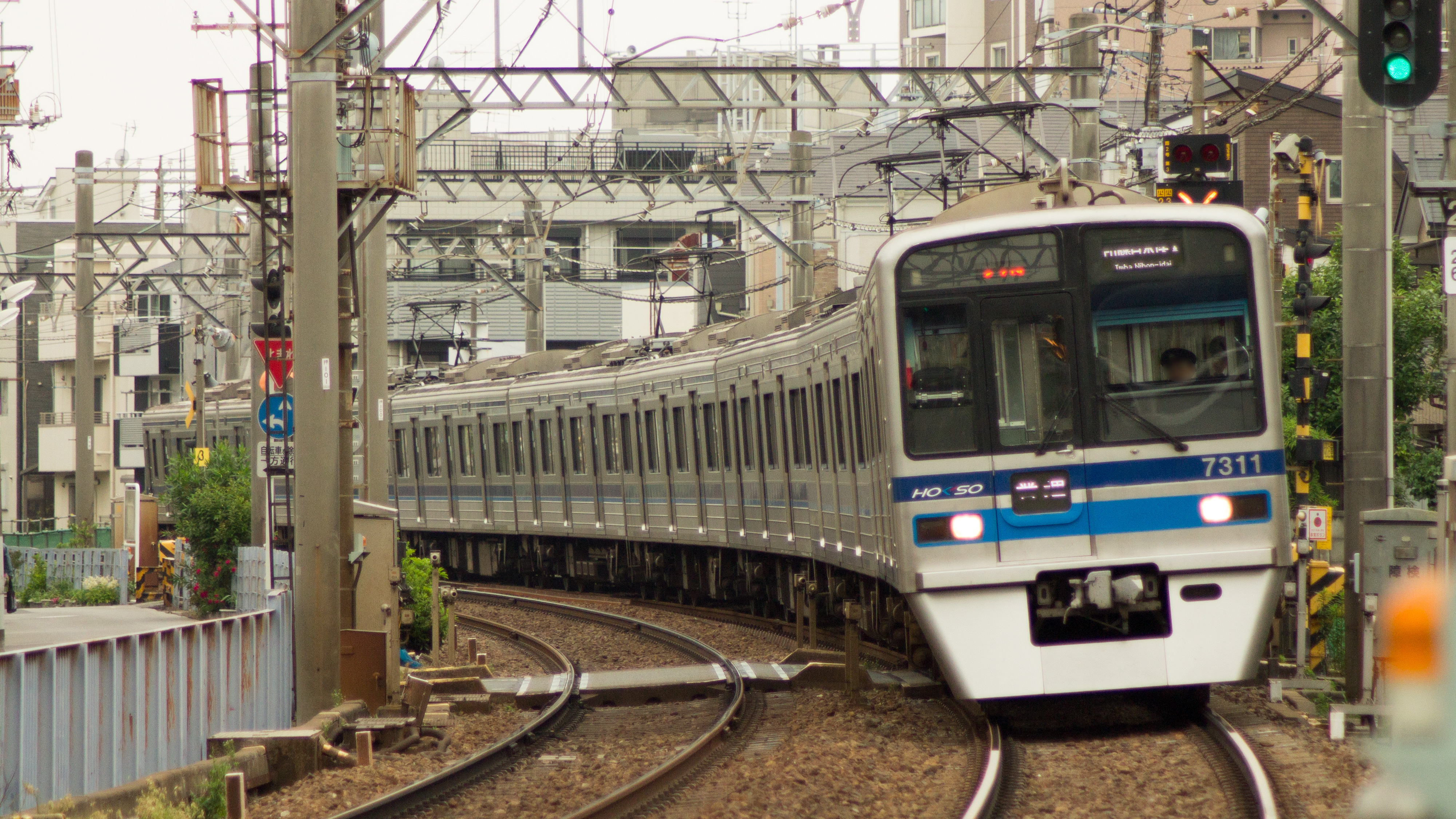
7300형
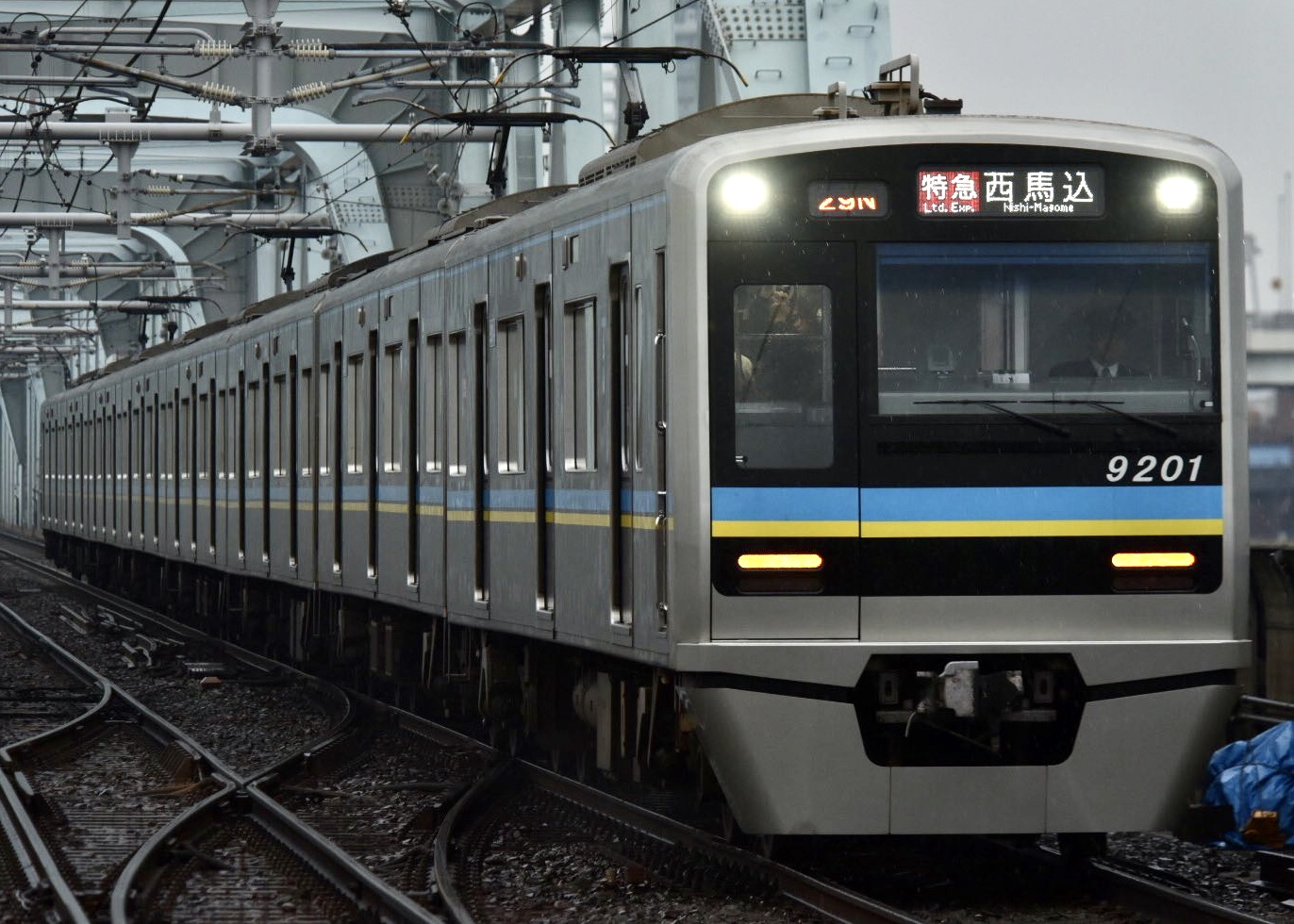
7500형
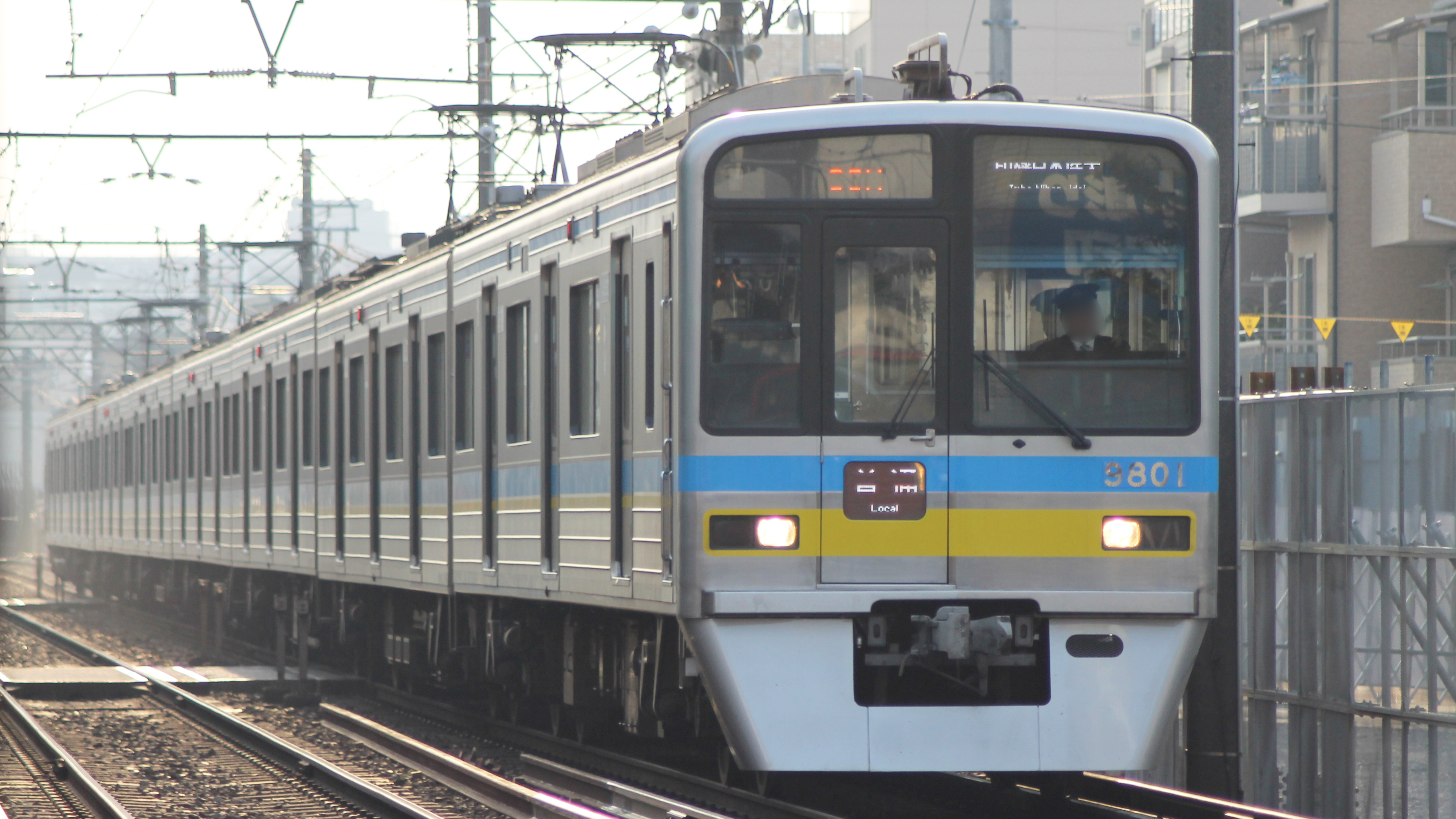
9100형
- 9200형
- 9800형

- 7300형
- 9200형
- 9800형

### 영업 운행 종료 차량
- 7000형(1979년 3월 9일 운행 개시, 2007년 3월 25일 운행 종료)
- 7250형(2003년 ~ 2006년)
- 7260형 (2006년 ~ 2015년)
- 9000형(1984년 운행 개시, 2017년 3월 20일 운행 종료)

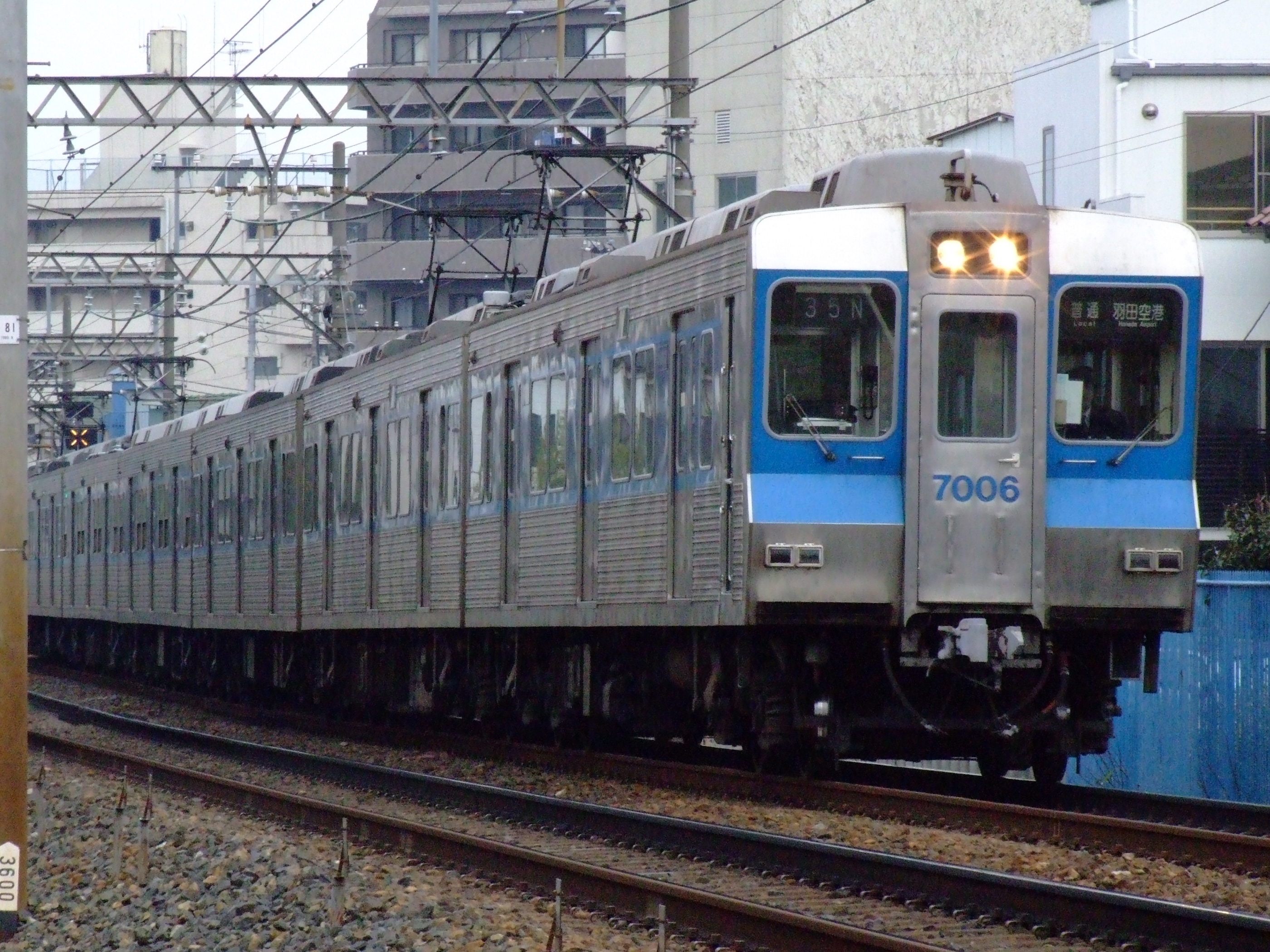
7000계 (2006년 2월 6일 촬영)
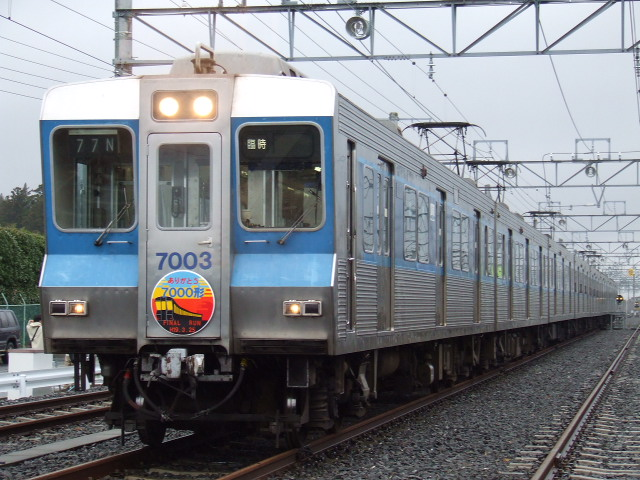
7000계 운행 종료 기념 이벤트
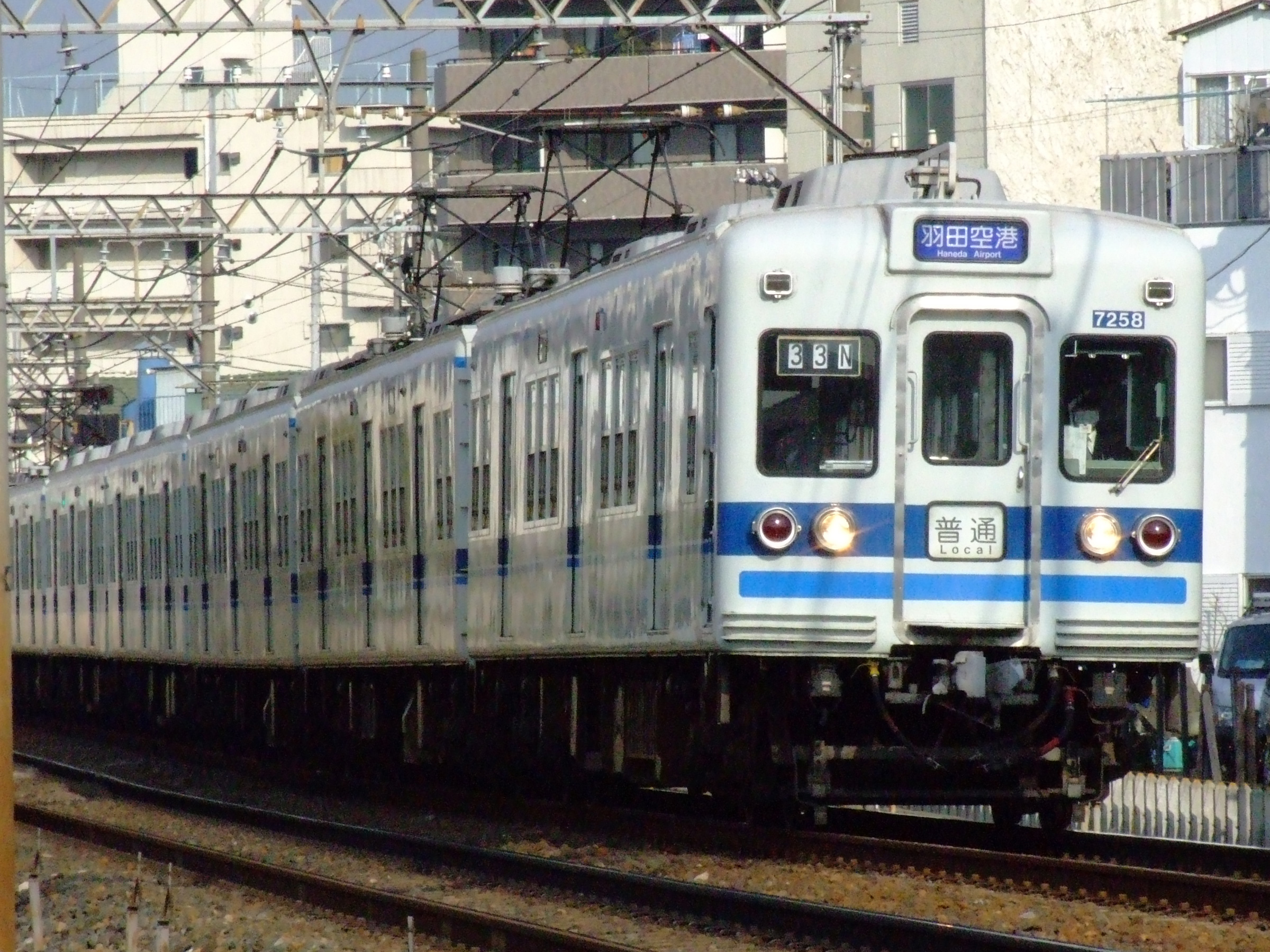
7250형
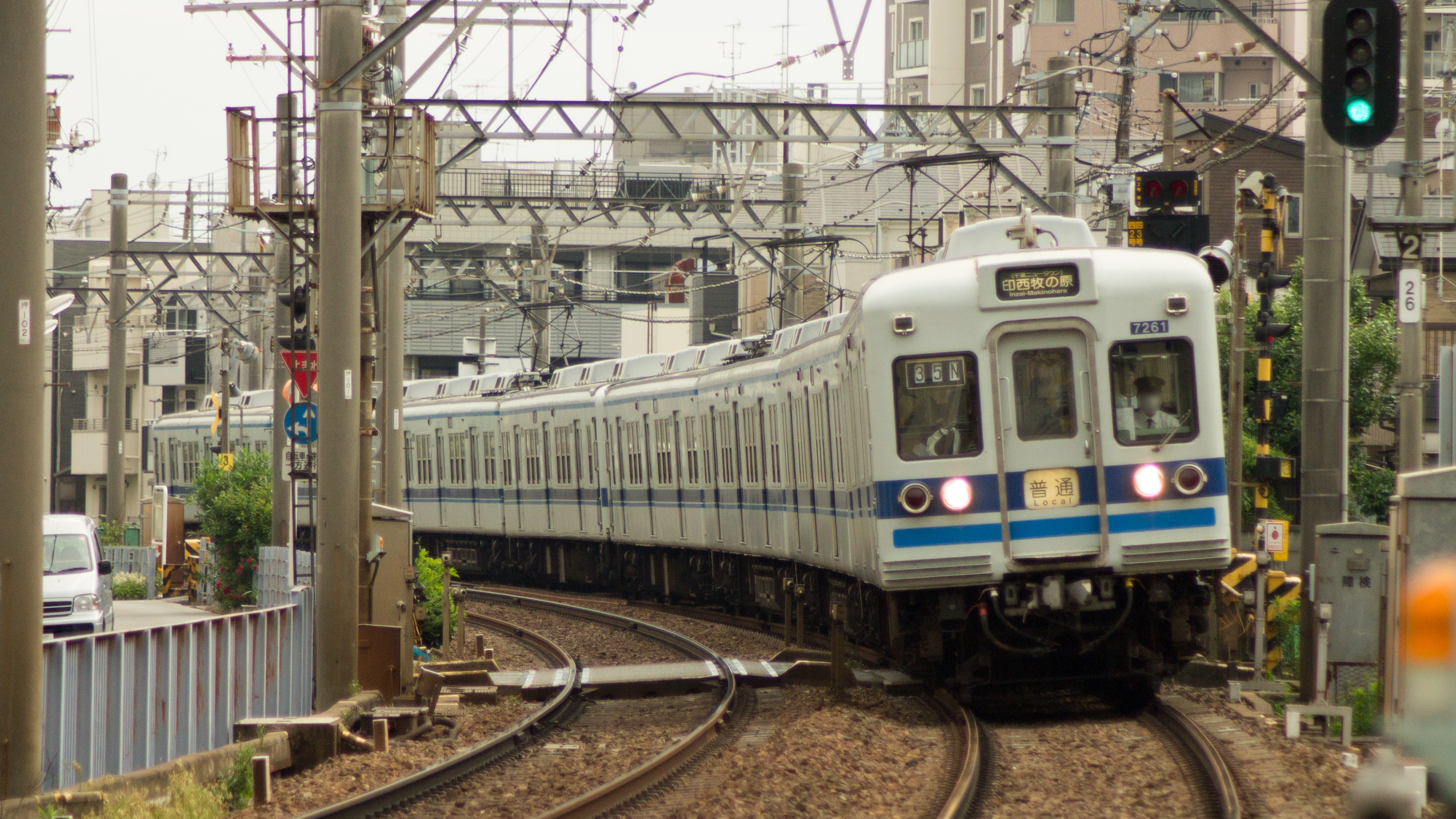
7260형
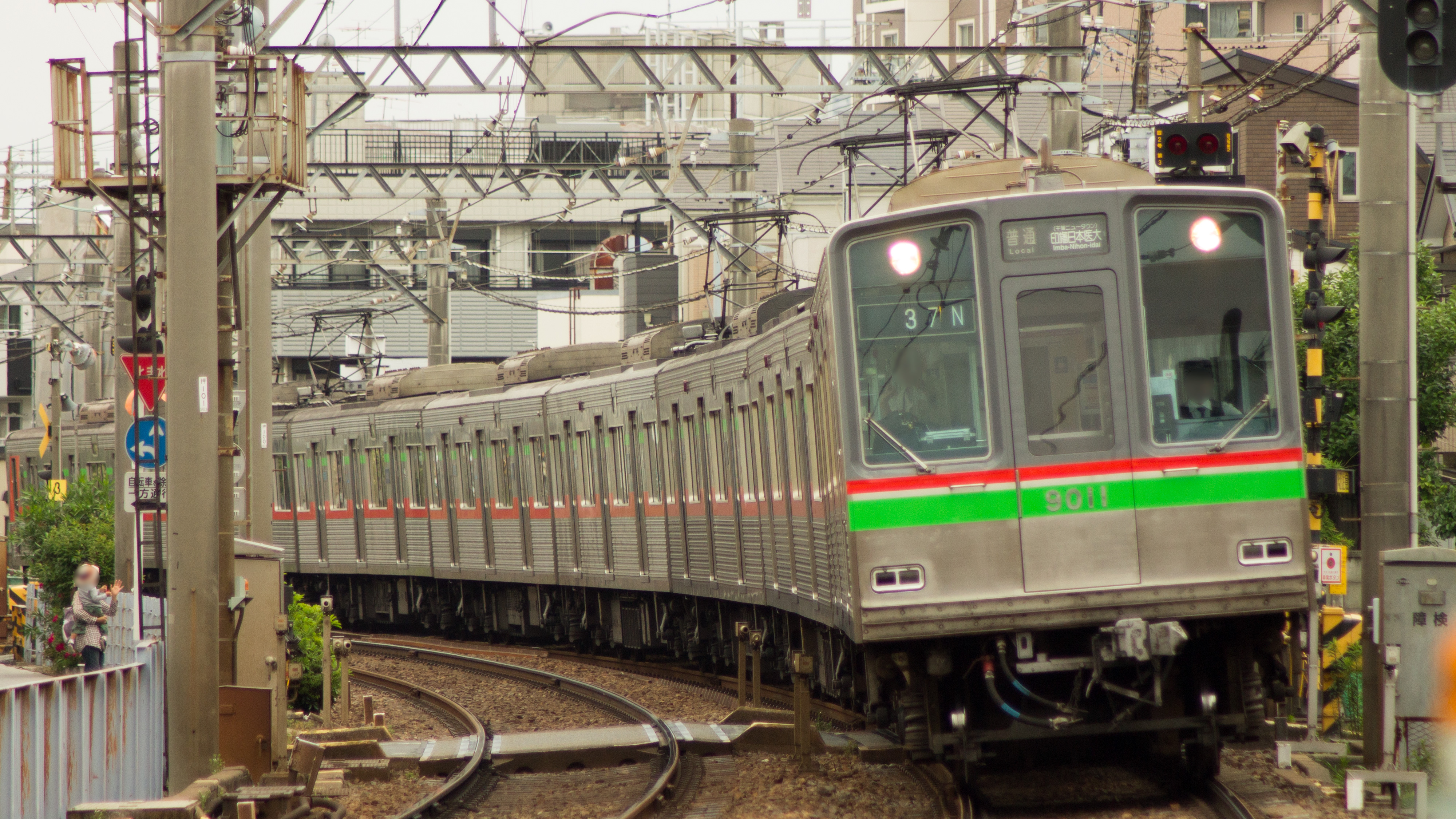
9000형